# 직렬 프레즌스 검출
직렬 프레즌스 검출(Serial presence detect, SPD)는 컴퓨팅에서 메모리 모듈에 대한 정보에 자동으로 액세스하는 표준화된 방법이다. 이전 72핀 SIMM에는 5비트 PPD(병렬 프레즌스 감지) 데이터를 제공하는 5개 핀이 포함되어 있었지만 168핀 DIMM 표준은 더 많은 정보를 인코딩하기 위해 '직렬 프레즌스 검출'로 변경되었다.
일반적인 최신 컴퓨터는 전원을 켜면 POST(시동 자체 시험)를 수행하여 시작된다. 1990년대 중반부터 이 프로세스에는 현재 존재하는 하드웨어를 자동으로 구성하는 작업이 포함된다. SPD는 컴퓨터가 어떤 메모리가 있는지, 메모리에 액세스하는 데 사용할 메모리 타이밍을 알 수 있게 해주는 메모리 하드웨어 기능이다.
일부 컴퓨터는 하드웨어 변경 사항에 완전히 자동으로 적응한다. 대부분의 경우 바이오스 매개변수에 액세스하여 설정을 확인하고 잠재적으로 변경하기 위한 특별한 선택적 절차가 있다. 설정을 선택하거나 메모리 타이밍을 선택적으로 수정하거나 SPD 데이터를 완전히 무시하는 등 컴퓨터가 메모리 SPD 데이터를 사용하는 방식을 제어하는 것이 가능할 수 있다(오버클럭 문서 참고).

## 확장
JEDEC 표준은 SPD 바이트 중 일부만 지정한다. 정말 중요한 데이터는 처음 64바이트에 들어가고 나머지 일부는 제조업체 식별용으로 할당된다. 그러나 일반적으로 256바이트 EEPROM이 제공된다. 남은 공간을 다양한 용도로 활용했다.

### Enhanced Performance Profiles (EPP)
메모리는 일반적으로 모든 시스템에서 기본 기능을 보장하기 위해 SPD ROM에 보수적인 타이밍 권장 사항과 함께 제공된다. 매니아들은 더 빠른 속도를 위해 메모리 타이밍을 수동으로 조정하는 데 상당한 시간을 소비하는 경우가 많다.
향상된 성능 프로필은 엔비디아와 커세어가 개발한 SPD의 확장으로, JEDEC SPD 사양에 포함되지 않은 공급 전압 및 명령 타이밍 정보를 포함하여 DDR2 SDRAM의 고성능 작동을 위한 추가 정보가 포함되어 있다. EPP 정보는 동일한 EEPROM에 저장되지만 표준 DDR2 SPD에서는 사용되지 않는 바이트 99-127에 저장된다.
| 바이트  | 크기 | 풀 프로파일 | 축약된 프로파일 |
| ------- | ---- | ----------- | --------------- |
| 99–103  | 5    | EPP 헤더    | EPP 헤더        |
| 104–109 | 6    | Profile FP1 | Profile AP1     |
| 110–115 | 6    | Profile FP1 | Profile AP2     |
| 116–121 | 6    | Profile FP2 | Profile AP3     |
| 122–127 | 6    | Profile FP2 | Profile AP4     |

파라미터는 nForce 5, nForce 6 및 nForce 7 칩셋의 메모리 컨트롤러에 맞도록 특별히 설계되었다. 엔비디아는 고급 마더보드 칩셋의 BIOS에서 EPP 지원을 권장한다. 이는 최소한의 노력으로 더 나은 성능을 얻을 수 있는 "원클릭 오버클러킹"을 제공하기 위한 것이다.
성능과 안정성이 검증된 EPP 메모리에 대한 엔비디아의 이름은 "SLI 레디 메모리"이다. "SLI 레디 메모리"라는 용어는 SLI 비디오와 관련이 없기 때문에 약간의 혼란을 야기했다. 단일 비디오 카드(엔비디아 카드가 아닌 경우에도)로 EPP/SLI 메모리를 사용할 수 있고, EPP/SLI 메모리 없이 다중 카드 SLI 비디오 설정을 실행할 수 있다.
확장판인 EPP 2.0은 DDR3 메모리도 지원한다.

### Intel Extreme Memory Profile (XMP)
인텔에서 개발한 유사한 JEDEC SPD 확장은 DDR3 SDRAM DIMM용으로 개발되었으며 나중에 DDR4 SDRAM에서도 사용되었다. XMP는 고성능 메모리 타이밍을 인코딩하기 위해 JEDEC에서 할당되지 않은 바이트 176-255를 사용한다.
나중에 AMD는 AMD 플랫폼에서 사용하도록 최적화된 "라데온 메모리" 메모리 모듈 라인에 사용하기 위해 XMP와 동등한 기술인 AMP를 개발했다. 또한 마더보드 개발자는 AMD 기반 마더보드가 XMP 프로필을 읽을 수 있도록 자체 기술을 구현했다. MSI는 A-XMP를 제공하고 에이수스는 DOCP(Direct Over Clock Profile)를, 기가바이트는 EOCP(Extended Over Clock Profile)를 제공한다.

### AMD Extended Profiles for Overclocking (EXPO)
AMD의 EXPO(Extended Profiles for Overclocking)는 원클릭 자동 오버클럭 프로필을 시스템 메모리에 적용하기 위해 DDR5 DIMM용으로 개발된 JEDEC SPD 확장이다. AMD EXPO 인증 DIMM에는 Zen 4 프로세서의 성능을 최적화하는 최적화된 타이밍이 포함되어 있다. 인텔의 폐쇄형 표준 XMP와 달리 EXPO 표준은 개방형이며 로열티가 없다. 인텔 플랫폼에서 사용할 수 있다. 2022년 9월 출시 시 최대 6400MT/s에 달하는 EXPO 인증을 받은 15개의 파트너 RAM 키트가 있다.